# Rūm millet
Con il termine Rūm millet (millet-i Rûm) si intendevano le comunità cristiana ortodosse orientale nell'Impero ottomano. Nonostante la società ottomana fosse subordinata all'ordinamento islamico, le comunità dei fedeli di altre religioni, millet, mantennero una certa certa autonomia interna.
Ai cristiani appartenenti alla Rūm millet fu consentito di regolare la propria vita all'interno delle comunità secondo le proprie conseutidini e leggi per quanto riguardano le materie inerenti alla sfera religiosa, come famiglia, successione e matrimonio. Le liti tra cristiani erano giudicate da tribunali propri e solo se la causa vedeva protagonisti anche musulmani questa passava di competenza ai tribunali islamici. La comunità Rūm millet aveva al vertice il patriarca di Costantinopoli.